# Microregione di Boquira
Boquira è una microregione dello Stato di Bahia in Brasile, appartenente alla mesoregione di Centro-Sul Baiano.

## Comuni
Comprende 11 municipi:
- Boquira
- Botuporã
- Brotas de Macaúbas
- Caturama
- Ibipitanga
- Ibitiara
- Ipupiara
- Macaúbas
- Novo Horizonte
- Oliveira dos Brejinhos
- Tanque Novo